# Lorenzo di Bonaventura
Lorenzo di Bonaventura (Nova Iorque, 13 de janeiro de 1957) é um produtor de cinema estadunidense, fundador e proprietário da Di Bonaventura Pictures. Ele é mais conhecido por produzir as séries de filmes G.I. Joe e Transformers. Os filmes que ele produziu arrecadaram mais de US$ 7 bilhões nas bilheterias.

## Carreira
Di Bonaventura passou a década de 1990 como executivo na indústria cinematográfica, chegando a presidente de produção mundial da Warner Bros. Pictures. Sua produtora, Di Bonaventura Pictures, está sediada na Paramount Pictures. Seu mandato na Warner Bros. incluiu a descoberta e condução de Matrix para produção e a compra os direitos dos livros de Harry Potter de J. K. Rowling.
Di Bonaventura comprou os direitos da série de seis partes de romances de fantasia Os Segredos do Imortal Nicholas Flamel, de Michael Scott. Di Bonaventura disse que a "série fantástica de Scott é uma evolução natural de Harry Potter".

## Vida pessoal
Di Bonaventura formou-se no Choate Rosemary Hall e na Universidade de Harvard. Mais tarde, ele recebeu um MBA da Wharton School da Universidade da Pensilvânia. Seu pai, Mario di Bonaventura, era um maestro sinfônico, e seu tio, Anthony di Bonaventura, era um pianista de concerto.
Di Bonaventura atua como presidente do comando criativo da RepresentUs, uma organização anticorrupção apartidária. Ele atua no Conselho de Curadores da Claremont Graduate University desde 2015.

## Filmografia
| Ano  | Título                                       | Diretor                     | Notas                                 |
| ---- | -------------------------------------------- | --------------------------- | ------------------------------------- |
| 2005 | Four Brothers                                | John Singleton              |                                       |
| 2007 | Shooter                                      | Antoine Fuqua               |                                       |
| 2007 | Transformers                                 | Michael Bay                 | Coproduzido com a DreamWorks Pictures |
| 2007 | Stardust                                     | Matthew Vaughn              |                                       |
| 2009 | Imagine That                                 | Karey Kirkpatrick           |                                       |
| 2009 | Transformers: Revenge of the Fallen          | Michael Bay                 | Coproduzido com a DreamWorks Pictures |
| 2009 | G.I. Joe: The Rise of Cobra                  | Stephen Sommers             |                                       |
| 2011 | Transformers: Dark of the Moon               | Michael Bay                 |                                       |
| 2013 | G.I. Joe: Retaliation                        | Jon M. Chu                  | Coproduzido com a Metro-Goldwyn-Mayer |
| 2014 | Jack Ryan: Shadow Recruit                    | Kenneth Branagh             |                                       |
| 2014 | Transformers: Age of Extinction              | Michael Bay                 |                                       |
| 2017 | Transformers: The Last Knight                | Michael Bay                 |                                       |
| 2018 | Bumblebee                                    | Travis Knight               |                                       |
| 2018 | Replicas                                     | Jeffrey Nachmanoff          |                                       |
| 2019 | Pet Sematary                                 | Kevin Kölsch Dennis Widmyer |                                       |
| 2021 | Infinite                                     | Antoine Fuqua               | Lançado no Paramount+                 |
| 2021 | Snake Eyes                                   | Robert Schwentke            | Coproduzido com a Metro-Goldwyn-Mayer |
| 2023 | Transformers: Rise of the Beasts             | Steven Caple Jr.            |                                       |
| TBA  | G.I. Joe: Ever Vigilant                      | D. J. Caruso                |                                       |
| TBA  | Filme de animação sem título de Transformers | Josh Cooley                 |                                       |
| TBA  | Filme sem título de Transformers             | Angel Manuel Soto           |                                       |
| TBA  | Prelúdio sem título de Pet Sematary          | Lindsey Beer                | Lançado no Paramount+                 |
| TBA  | Filme sem título sobre Harry Houdini         | TBA                         |                                       |